# Bonduelle
Bonduelle – przedsiębiorstwo przetwórstwa warzyw powstałe w północnej Francji w roku 1853 oraz związana z nim marka.
Założycielami tej pierwotnie rodzinnej firmy byli Louis Bonduelle-Dalle (1802–1880) i Louis Lesaffre-Roussel (1802–1869). Louis Bonduelle rozwijał założoną przez jego ojca tłocznię oleju. W 1853 zdecydował się z Lesaffrem założyć w Marquette-lez-Lille destylarnię i wytwórnię ginu z jałowca. W czerwcu 1862 nabyli farmę w Renescure, w której uruchomili dużą destylarnię. W roku 1901 firma, posiadająca wówczas siedem przetwórni, podzielona została na trzy oddzielne przedsiębiorstwa rodzinne: Bonduelle, Lesaffre i Lemaître. Od tego czasu marka Bonduelle występuje samodzielnie.
W 1926 r. na należącej do Bonduelle farmie w Woestyne zainstalowano pierwsze obłuskiwacze do grochu i autoklawy, co umożliwiło skuteczne pakowanie uprawianego tam na 20 hektarach groszku w hermetyczne puszki. Produkcja wynosiła naówczas około 120 tysięcy puszek, tj. ok. 120 ton rocznie. W latach 30. produkcja przestała nadążać za zapotrzebowaniem, w roku 1936 areał upraw wzrósł do 230 hektarów i produkcja wzrosła znacząco. Od lipca 1940 do końca wojny funkcjonowanie przetwórni zostało wstrzymane.
Po wojnie produkcję wznowiono, a w latach 60. rozpoczęła się ekspansja koncernu poza granice Francji: do Niemiec w 1969 r., do Włoch w 1972, do Anglii w 1973, później do innych krajów (Belgia, Holandia, Hiszpania), również w Europie Środkowej i Wschodniej (Polska, Czechy, Rosja), a także do obu Ameryk (Argentyna, Brazylia, Kanada). Ogółem koncern działa obecnie w 21 krajach przetwarzając warzywa (głównie kukurydzę, groch i różne odmiany fasoli, ale także liczne inne) ze 110 tysięcy hektarów upraw, które są w fabrykach Bonduelle konserwowane i zamykane w puszkach albo w słoikach, mieszane w różne rodzaje sałatek i zup, a także zamrażane. Obroty koncernu w 2005 roku przekraczały 1,4 miliarda euro.
Siedzibą powstałej w 1992 r. polskiej filii koncernu jest Warszawa. Firma posiada w Polsce swoje fabryki w Gniewkowie oraz w Ruchocicach.